# The Return of the Durutti Column
Albums de The Durutti Column
LC
(Novembre 1981)
The Return of the Durutti Column est le premier album studio du groupe britannique The Durutti Column. Il est sorti en janvier 1980 sur le label Factory Records.

## Historique
Les deux mille premières copies incluaient un flexi disc bonus de deux titres, produites par Martin Hannett:  First Aspect of the Same Thing et Second Aspect of the Same Thing.
Les pochettes des 3600 premiers exemplaires comprenaient une couche de gros papier de verre, destinée à rayer les pochettes des disques placées de part et d'autre. Ces pochettes ont été assemblées par des membres des groupes de Factory Records comme Joy Division et A Certain Ratio. Une pochette normale pour les copies suivantes été designée par Steve Horsfall, avec les peintures de Raoul Dufy. Quelques exemplaires suivants comprenaient un sixième titre (sans nom) sur la face B.
En 2013 est sortie une version vinyle de l'album par Factory Benelux (FBN-114) avec une simple feuille de papier de verre dans la pochette intérieure, visible par une découpe dans la pochette avant. La découpe avait la forme du logo original de Factory Records, conçu par Peter Saville. Dans cette édition, les  deux titres de Martin Hannett étaient inclus dans un disque bonus 7" en vinyle rigide.

## Liste des titres
Tous écrits par Vini Reilly.
Face A
1. Sketch for Summer
2. Requiem for a Father
3. Katharine
4. Conduct

Face B
1. Beginning
2. Jazz
3. Sketch for Winter
4. Collette
5. In 'D'

Flexi disc bonus
1. First Aspect of the Same Thing
2. Second Aspect of the Same Thing

## Personnel
The Durutti Column
- Vini Reilly – guitare
- Pete Crooks – guitare basse
- Toby Toman (crédité comme Toby) – batterie

Personnel additionnel
- Martin Hannett – production
- Chris Nagle – enregistrement
- John Brierley – enregistrement
- Tony Wilson – pochette (non crédité)